# Monterubiaglio
Monterubiaglio ist eine Fraktion (italienisch frazione) der italienischen Gemeinde Castel Viscardo in der Provinz Terni in Umbrien.

## Geografie
Der Ort liegt etwa 2,5 km nordöstlich des Hauptortes Castel Viscardo, etwa 55 km nordwestlich der Provinzhauptstadt Terni und etwa 50 km südwestlich der Regionalhauptstadt Perugia. Der Ort liegt bei 340 m s.l.m. und hatte 1674 254 Einwohner, 1825 waren es 283. 2001 hatte der Ort 652 Einwohner, 2011 gab es 619 Einwohner. Kurz nördlich des Ortes fließt der Fluss Paglia. Der nächstgelegene größere Ort mit Anschlüssen an den Fernverkehr ist Orvieto, ca. 10 km südöstlich gelegen. Die Kirchen von Monterubiaglio gehören zum Bistum Orvieto-Todi.

## Geschichte
Erstmals erwähnt wurde der Ort im Jahr 1262, als sich der Ort um die Burg Castello Monaldeschi della Cervara als Vorposten von Orvieto entwickelte. 1503 wurde Monterubiaglio von den Truppen Cesare Borgias eingenommen. Die Statuten des Ortes entstanden 1611 und wurden von Giacomo Monaldeschi della Cervara bestätigt. Ab 1827 gehörte der Ort zu Castel Viscardo, 1858 wurde Monterubiaglio eigenständige Gemeinde. Seit dem 4. August 1879 ist sie wieder Ortsteil von Castel Viscardo.

## Sehenswürdigkeiten
- Sant’Antonio abate, Kirche im Ortskern, die zunächst San Lorenzo gewidmet war und im späten 13. Jahrhundert von den Monaldeschi als San Bartolomeo wieder aufgebaut wurde.[3] Sie entstand von 1873 bis 1895 neu und wurde 1934 erweitert.[4] Enthält am Hauptaltar das Werk Madonna col Bambino, Sant’Antonio Abate e Santa Barbara von Annibale Ubertis, 1891 entstanden.[3]
- Castello Monaldeschi della Cervara, im 13. Jahrhundert entstandene Burg, die heute in Privatbesitz ist.[3]
- Chiesa del Crocifisso, Kirche etwa 500 m südöstlich des Ortes, die 1672 entstand.
- Chiesetta di Santa Maria Ausiliatrice, Kapelle nördlich von Monterubiaglio an der Provinzstraße SP 45.
- Ponte Giulio, Brückenruine am Fluss Paglia, die 88 v. Chr. entstand und 362 bei einem Hochwasser zerstört wurde. Reste der Brücke sind heute noch vorhanden.[3]
- Terme di Tiberio, römische Thermen.[5]

## Bilder

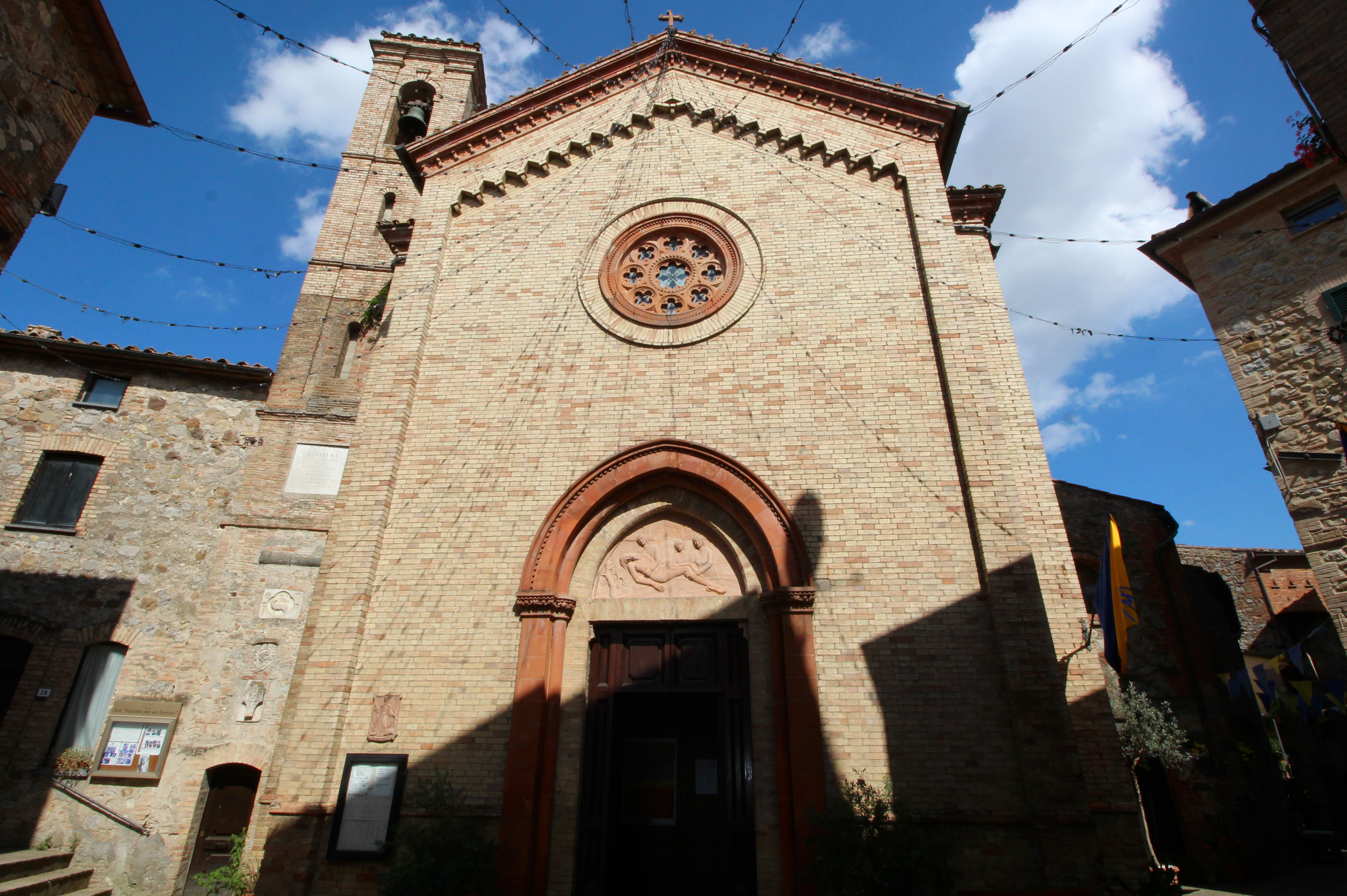
Kirche Sant’Antonio abate
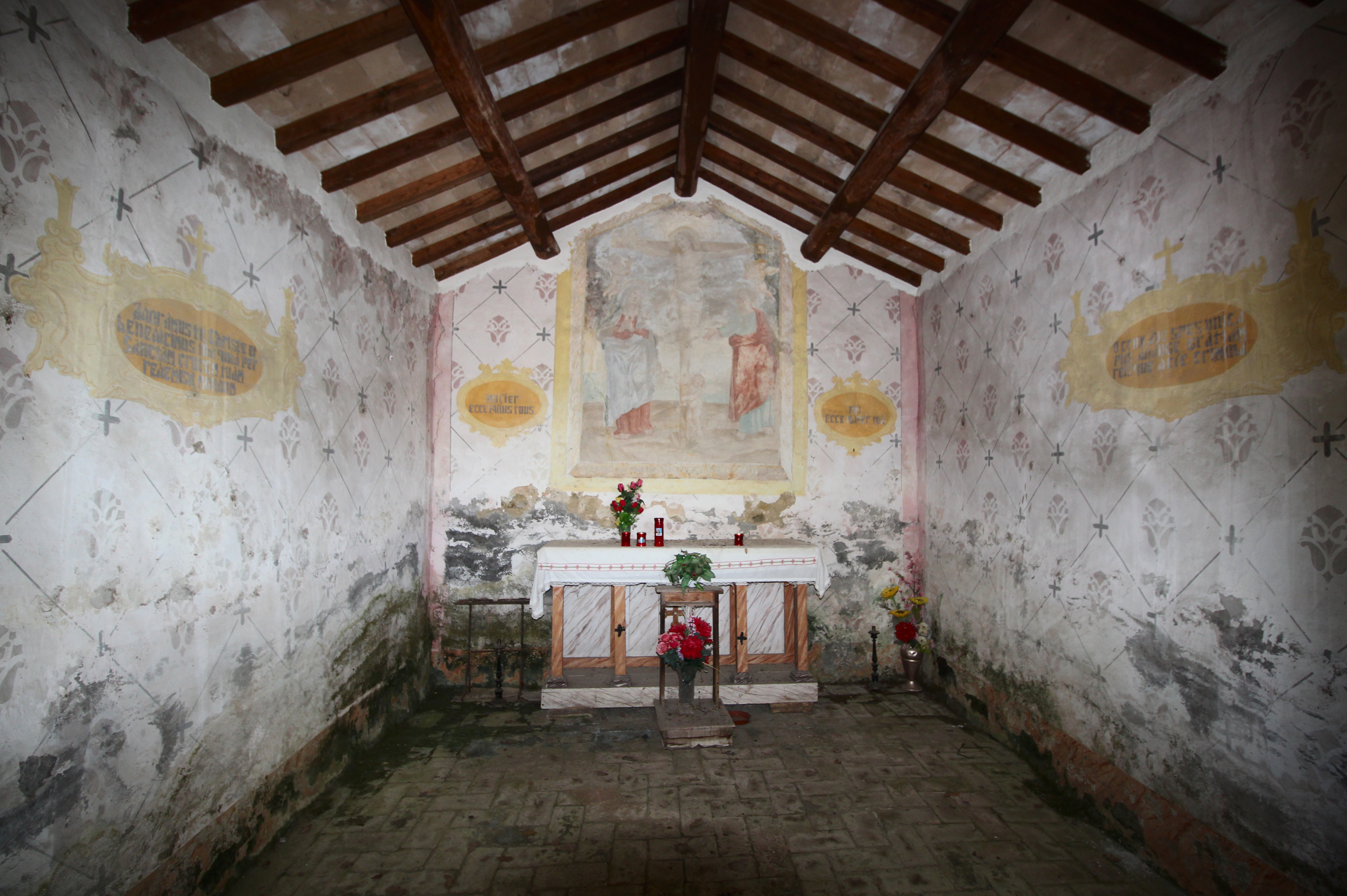
Kirche Chiesa del Crocifisso
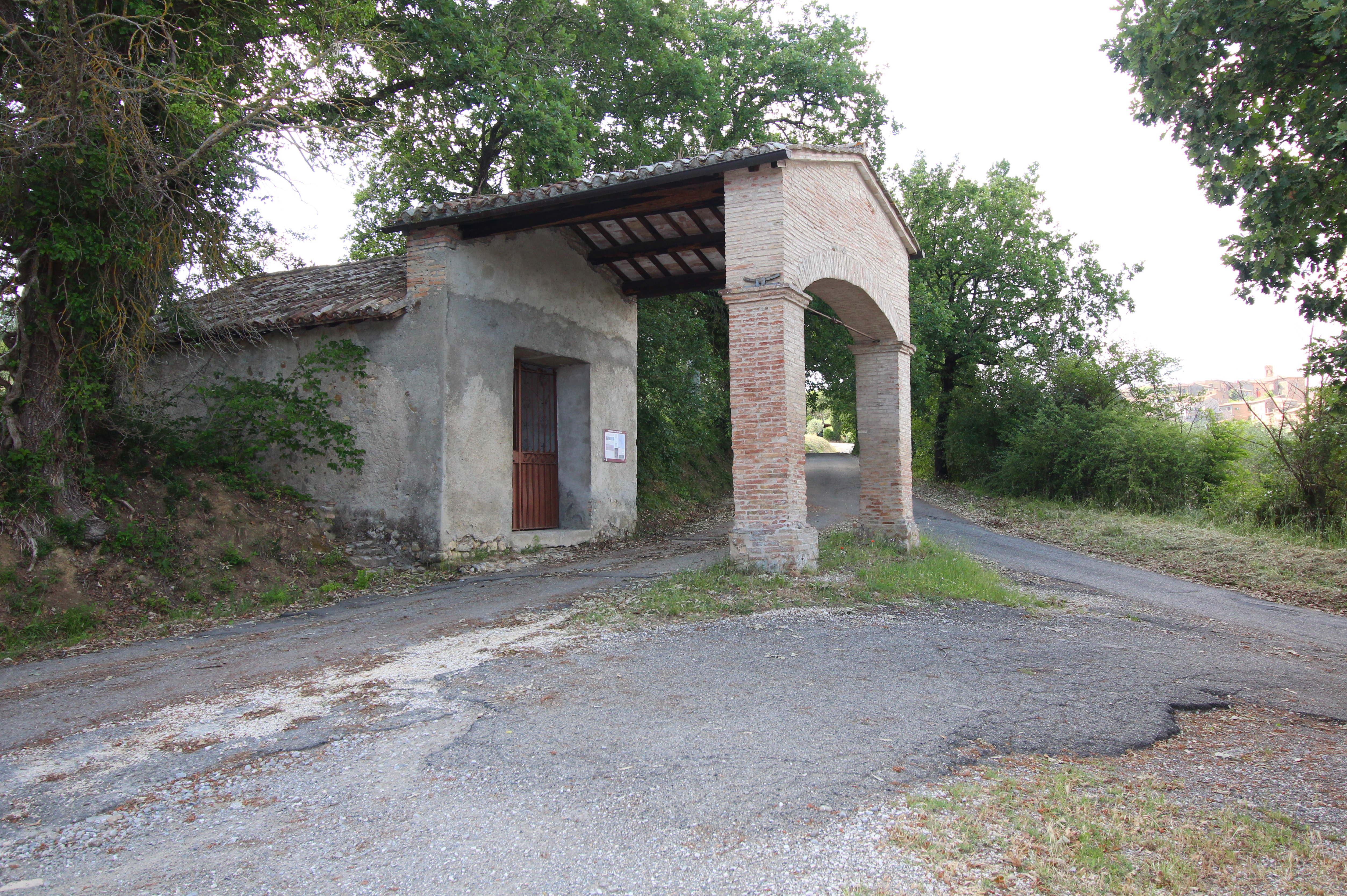
Kirche Chiesa del Crocifisso
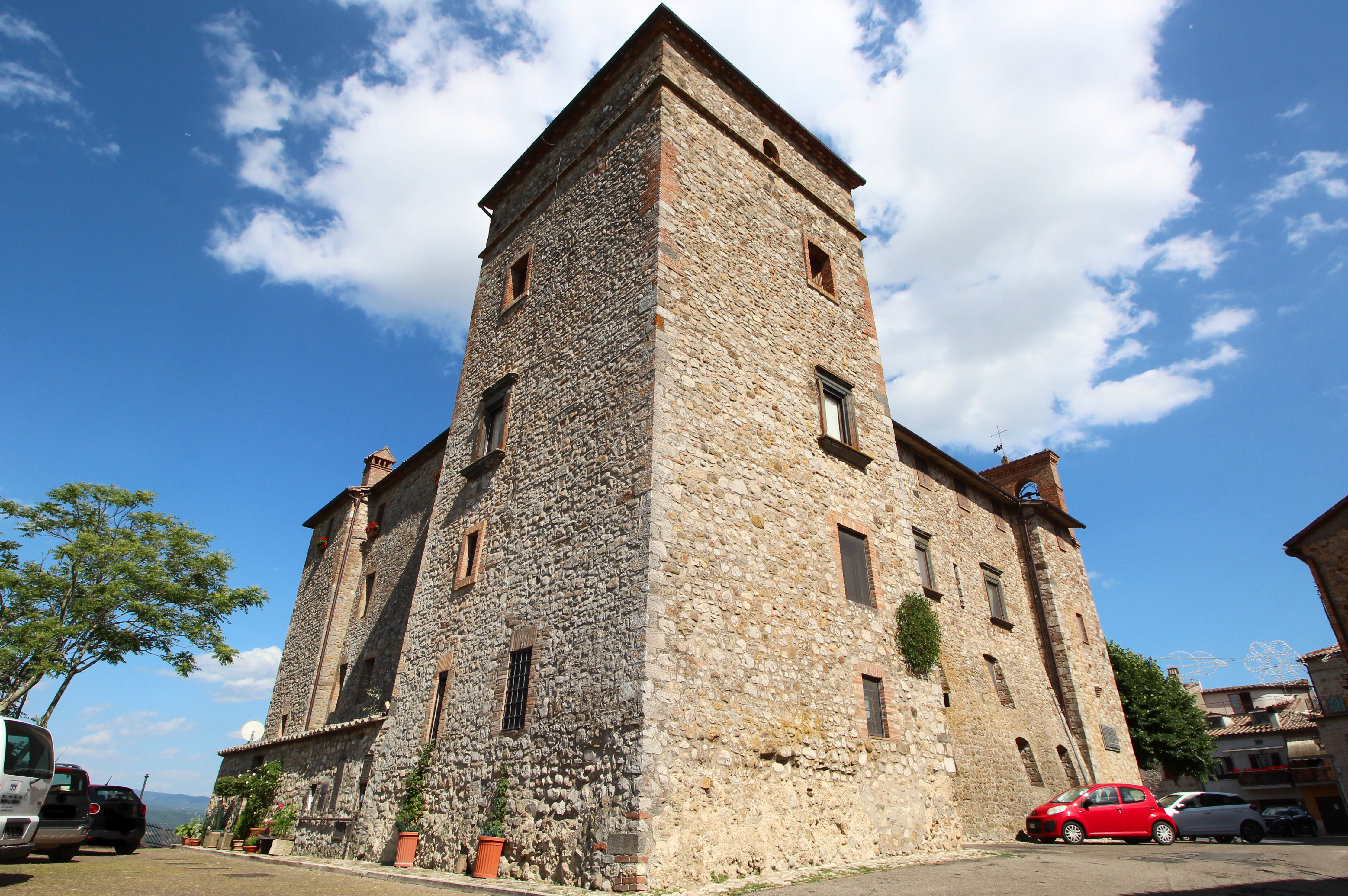
Die Burg von Monterubiaglio